# Земан-Шах Дуррани
Земан-шах — правитель Дурранийской империи. Внук основателя Афганского государства в середине XVIII века Ахмад-шаха, сын Тимур-шаха.

## Биография
Земан-шах вступил на престол в 1793 году. В 1796 году он вмешался в дела Индии и направился к Дели, чтобы освободить бабурида Шах-Алема из рук маграттов. Этот поход произвёл большое впечатление на англичан в Индии. Однако, не дойдя до Дели, Земан-шах вернулся в свою столицу, Кабул, где начались беспорядки.
Земан-шах был обязан вступлением на престол стараниям Серефраз-хана, старейшины племени Баракзай; но в 1799 году Земан-шах приказал казнить Серефраз-хана и тем восстановил против себя всех баракзаев, которые перешли на сторону брата Земан-шаха, Махмуда, боровшегося за престол. Их предводитель Фетх-хан, сын Серефраза, захватил Земан-шаха и приказал выколоть ему глаза (1800), на престол вступил Махмуд-шах.